# フェルナンダ・ルビオ
フェルナンダ・ルビオ（Fernanda Rubio、1985年1月12日 - ）は性同一性障害を抱えるグラマーおよびポルノのモデル。ニューハーフモデルとして活動したが、現在は女性化手術を終えている。

## Biography
ブラジル・リオデジャネイロ生まれ。幼いうちに自分が他の男児と違うことを悟り、14歳からホルモン摂取を始めたが、容貌が目に見えて女性化したために強制退学となった。退学後はリオデジャネイロでニューハーフモデルや売春職に就いていたが、2002年にトランスセクシャルのポルノスターとしての活動を始め、本物の女学生のような美貌と無垢な性的魅力をもって成功を収めた。末期にはイタリアを中心に活動し、グラマーモデル兼高級売春婦として働いていた。
ブラジルのトランスジェンダー・インターネットマガジン「Blogtravesti」によると、ルビオは2006年春に性別適合手術を行ったという。

## 出演アダルト映画
- Big Tit Transsexuals, The Agency (2005)
- Hot Latin Trannies 6, Channel 69 (2005)
- Try A Tranny Vol.4 Elegant Angel (2004)
- She-Male Supermodel Fernanda Lima, Robert Hill Releasing Co. (2004 – her greatest success so far)
- Glamor Girls 8, The Agency (2004)
- Glamor Girls 6, The Agency (2004)
- Trannie World XXX Tour 15, Channel 69 (2004)
- Secrets Of Sao Paulo 4, Robert Hill Releasing Co. (2003)
- Teenage Transsexual Nurses 3, Robert Hill Releasing Co. (2003)
- Trans Lover, Robert Hill Releasing Co. (2003)
- Transsexual Heart Breakers 20, Avalon (2003)
- Transsexual Torment, Bizarre Video (2003)
- Trans Amore 12, Robert Hill Releasing Co. (2003)
- More Than A Woman 7, DVSX (2003)
- Bizarre Brazil, Blue Pictures (2002)
- Trans X, Sineplex Entertainment (2002)
- Transposed! In Rio, Elegant Angel (2002)
- Transsexual Heart Breakers 17, Avalon (2002)
- Summer Girls ... and some are not! 4, Robert Hill Releasing Co. (2002)
- Brazilian Chicks With Little DICKS, Blue Pictures (2002)
- Trans Amore, Robert Hill Releasing Co. (2001)
- Trans Amore 2, Robert Hill Releasing Co. (2001)

## 註
1. ↑  Commentaries to an article by Randhal July 10, 2006